# 結晶水
結晶水（けっしょうすい）は、ホストとなる分子やイオンと共有結合を作らずに結晶中に含まれる水の分子を指す。この語は化学量論と構造の関係がよく理解されていなかった時代に作られたものであり、現代の構造無機化学では既に廃れている。それでもなお、結晶水の概念は広く普及しており、適切に用いれば有用なものである。水または水分を含んだ溶媒から結晶化を行うと、多くの化合物は結晶格子の中に水を取り込む。「ゲスト」となる水分子との間に強い結合を形成しなくとも、ある化学種が水の存在下でないと結晶化しないということもしばしばある。
古典的には、「結晶水」は金属錯体の結晶格子中に存在するが、金属イオンと直接結合していない水分子のことを指す。「結晶水」が他の原子やイオンと結合もしくは他の相互作用をしていることは明らかであり、そうでなければ結晶格子に取り込まれないはずである。塩化ニッケル(II) 六水和物を例として説明する。この化合物は化学式 NiCl2(H2O)6 で表される。分子構造を研究した結果、その結晶は互いに水素結合した [trans-NiCl2(H2O)4] サブユニットと、独立して存在する2分子の水からなることが明らかにされている。すなわち、水分子のうち3分の1は Ni2+ と直接結合しておらず、「結晶水」と呼ばれる。
無機化合物と比べ、タンパク質は通常より多くの水を結晶格子中に取り込む。50%の水が含まれることも珍しくない。水和殻が拡張されていることから、タンパク質のX線結晶構造解析を行う者たちは、結晶での構造は溶液中でのコンフォメーション（立体配座）とそれほど大きく異なることはないだろう、と考えている。

## 水和物（hydrate）
結晶水を持つ塩は水和物として知られる。水素結合が存在することによって高次構造が形成されるため、水和物の構造は非常に複雑である。歴史的に多くの水和物の構造は未知であったため、化学式中では水分子の結合様式を省き、点を使って組成を示した。以下に例を挙げる。
- CuSO4•5H2O — 硫酸銅(II) 五水和物
- CoI2•6H2O — ヨウ化コバルト(II)六水和物
- SnCl2•2H2O — 塩化スズ(II) 二水和物

20世紀後半から最も一般的な水和物の構造は結晶学によって明らかにされ、点を用いた組成式は廃止されつつあるが、単純化のために利用されることもある。溶液にすれば離れてしまうので、多くの塩では水の結合様式は重要ではない。例えば CuSO4•5H2O と無水の CuSO4 から調製した水溶液は同じである。ゆえに、水和の度合いは化学当量を決定するときのみ考慮される（1モルの CuSO4•5H2O は1モルの CuSO4 より重い）。一方で、水和の量が化学的性質に大きな影響を及ぼすこともある。例えば無水の塩化ロジウム(III) RhCl3 はほとんど水に溶けず、有機金属化学では役に立たないが、RhCl3•3H2O は多様な用途を持つ。また、塩化アルミニウム AlCl3 の水和物はルイス酸としては弱く、フリーデル・クラフツ反応に使うことができない。従って AlCl3 の試薬は水和物の形成を防ぐため空気中の湿気を避けて保存する必要がある。
硫酸銅(II) 五水和物はカチオン [Cu(H2O)4]2+] と結合したアニオン SO42− からなる。銅イオンは2つの別の硫酸イオンからの酸素原子と4個の水分子、計6個の酸素原子によって囲まれている。5個目の水分子は結晶格子中の離れた場所にあり、銅イオンとは直接結合していない。ヨウ化コバルト(II) は[Co(H2O)6]2+ と2個の I− として存在する。塩化スズ(II) では、Sn中心は三角錐型で（O/Cl−Sn−O/Cl の平均角度は83°）、2個の塩化物イオンと1個の水分子が結合している。2個目の水分子は塩化物イオンおよび配位している水分子と水素結合している。
結晶水は静電気的引力によって安定化されるため、+2価や+3価のカチオンや−2価のアニオンを含む塩に多く見られる。ある化合物の重量の多くを結晶水が占めることもあり、グラウバー塩（芒硝、硫酸ナトリウム十水和物） Na2SO4•10H2O は重さの50%以上が水である。

## 乾燥
詳しくは乾燥を参照。
ある種の無水物はたやすく水和を受ける。この性質は吸湿性と呼ばれ、乾燥剤あるいは吸湿剤として利用される。塩化カルシウムや硫酸ナトリウムなどが一般的な乾燥剤として知られる。

## 分析
化合物に水がどの程度含まれているかは、ほとんどの場合、組成式に関する情報から得られる。未知のサンプルについては熱重量分析計で試験することもでき、結晶化に伴って水和水を得る塩の水の量は次のようにして決定できる。まず加熱を行なって得られた無水物との質量の差、すなわち減少した水の重量を求める。次に、その差を水の分子量で割ることにより、結合していた水分子の数が得られる。
水和物に含まれる水の量を決定するために熱分析を行う際に起こる問題として、水素と酸素を含む化合物を加熱すると、もともと水として存在していなくともそれらが反応して水になってしまうことがある、という点が挙げられる。すなわち、加熱によって水の遊離が観測されたとしても、それは必ずしも最初から水が存在していたことの証拠にはならない。特に高温に加熱した場合には顕著になる。例えば、水を含まないカルボン酸 RCO2H を加熱すると水が生成する。

## その他の結晶溶媒
水分子は小さく、極性が高いため結晶中に含まれる溶媒としては最も一般的であるが、他のほとんどの溶媒もホスト結晶に取り込まれうる。水以外については結晶溶媒と呼ばれる。水は反応性が高いため特に注目されるが、ベンゼンなどは化学的に不活性とみなされている。結晶格子中に2個以上の溶媒分子が見られることもあり、しばしばその化学量論量は一定しない。これは結晶学において部分占有 (partial occupance) と呼ばれる概念が反映されるためである。減圧下に重量が一定になるまで加熱して乾燥を行うのが一般的である。
結晶溶媒を解析する際には、サンプルを重水素化された溶媒に溶かし、NMR分光法で分析する。単結晶X線回折も結晶中の溶媒分子を検出する手段として用いられる。